# Marolles-lès-Saint-Calais
Marolles-lès-Saint-Calais település Franciaországban, Sarthe megyében. Lakosainak száma 287 fő (2022. január 1.). Marolles-lès-Saint-Calais Rahay, Sargé-sur-Braye, Savigny-sur-Braye és Saint-Calais községekkel határos.

## Népesség
A település népességének változása:
| Lakosok száma | 279  | 278  | 282  | 276  | 277  | 277  | 280  | 284  | 287  |
|               | 2013 | 2015 | 2016 | 2017 | 2018 | 2019 | 2020 | 2021 | 2022 |